# Maldição de Billy Goat

A Billy Goat Tavern na Michigan Avenue

A Maldição de Billy Goat foi uma maldição supostamente colocada sobre o time de beisebol norte-americano Chicago Cubs da Major League Baseball em 1945 pelo proprietário da Billy Goat Tavern, William Sianis que durou um período de 71 anos, de 1945 até 2016. Devido ao odor de seu bode de estimação, Murphy, que incomodava outros fãs, foi solicitado a Sianis que saísse do Wrigley Field, o estádio do Cubs, durante o jogo 4 da World Series de 1945. Ultrajado, Sianis supostamente declarou, "Os Cubs, eles não vão ganhar nunca mais", o que tem sido interpretado como significando que ou o Cubs nunca mais ganharia a flâmula da National League (NL) ou nunca mais ganharia a World Series.

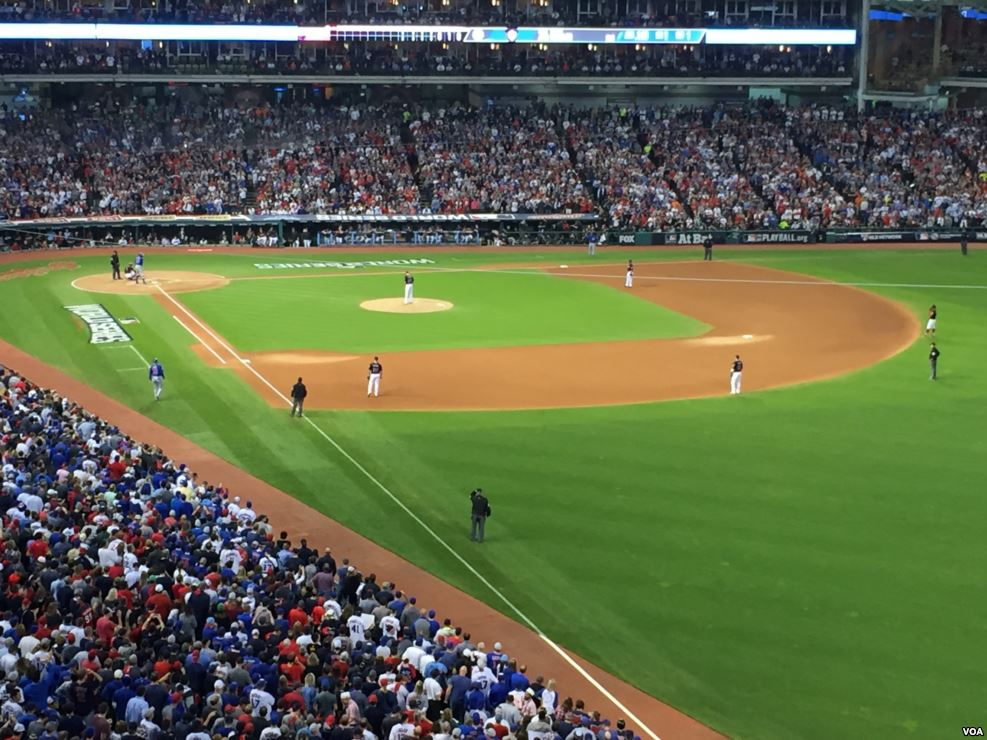
O Chicago Cubs e o Cleveland Indians no Jogo 7 da World Series de 2016 em Cleveland em 2 de novembro de 2016.

O Cubs perdeu a World Series de 1945 para o Detroit Tigers e não mais ganhou uma World Series até 2016. Após o incidente com Sianis e seu bode  Murphy, o Cubs não apareceu em uma World Series pelos próximos 71 anos até que, no 46º aniversário da morte de Billy Sianis, a equipe bateu o Los Angeles Dodgers por 5–0 no Jogo 6 da National League Championship Series de 2016, conquistando a flâmula da National League Championship Series. Em seguida o Cubs bateu o campeão da American League (AL), o Cleveland Indians, por 8–7 nas entradas extras do jogo 7 e conquistando assim a World Series de 2016, que colocou um fim na maldição e no jejum de 108 anos sem títulos.

## Origens da maldição
A exata natureza da maldição de Sianis difere em vários relatos do incidente. Alguns afirmam que ele declarou que nenhum outro jogo de World Series seria jogado novamente no Wrigley Field, enquanto outros acreditam que sua maldição era sobre o Cubs aparecer na World Series, não fazendo menção de um lugar específico. A família de Sianis alega que ele enviou um telegrama para o proprietário da equipe, Philip K. Wrigley em que se lia:  “Vocês irão perder esta World Series e nunca irão vencer outra World Series novamente. Vocês nunca irão vencer novamente uma World Series novamente pois insultaram meu bode.”

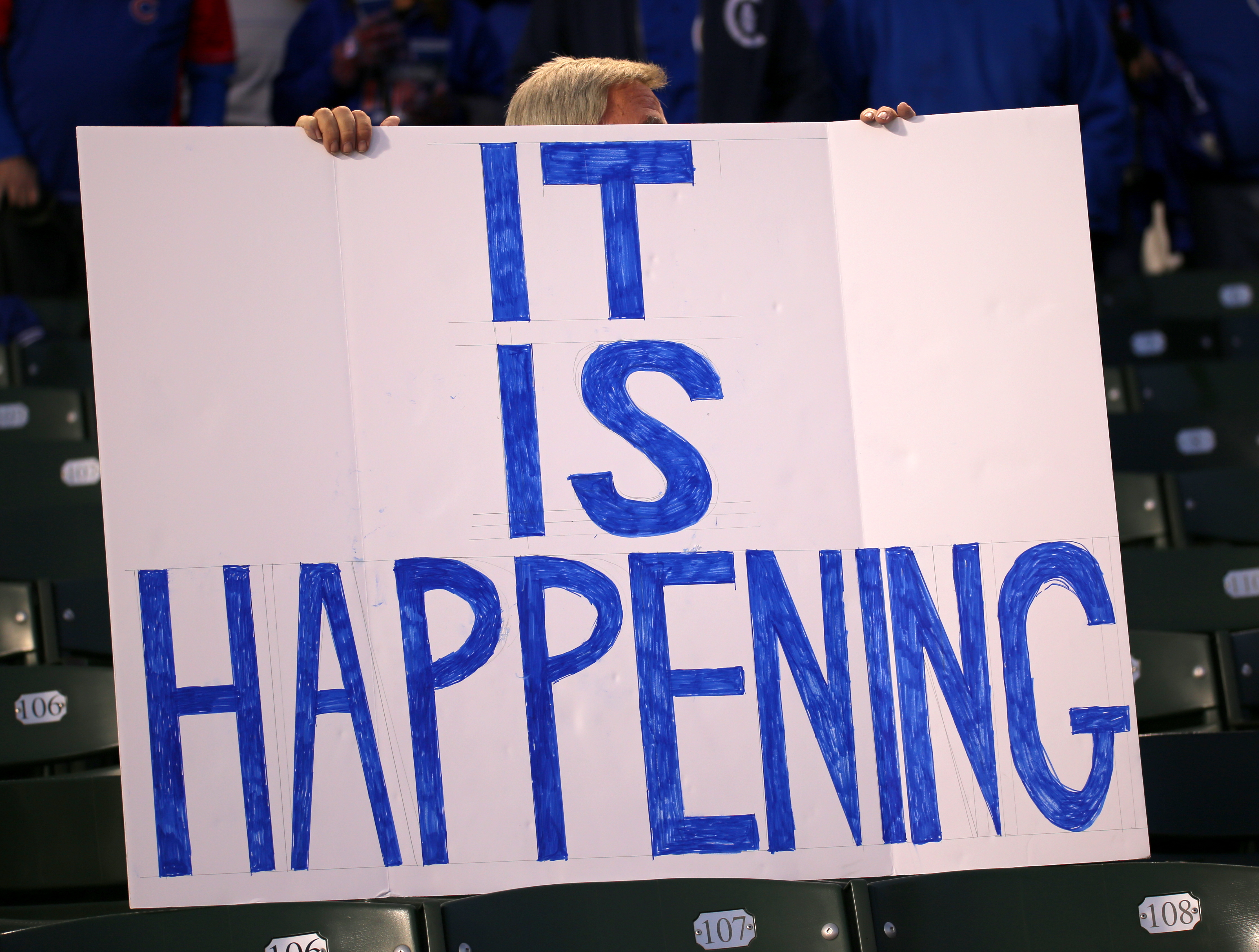
Cartaz de fã do Cubs antes do jogo 6 da National League Championship Series de 2016

Qualquer que seja a verdade, o Cubs estava na frente da Series em 1945 por 2 jogos a 1, mas acabou perdendo o Jogo 4 bem como a série melhor de sete jogos, quatro a três. A maldição foi imortalizada nas colunas dos jornais através dos anos, particularmente pelo colunista sindicalizado Mike Royko. A maldição foi muito difundida durante a temporada de 2003, quando os comentaristas da Fox a repetiram insistentemente durante os jogos entre o Cubs e o Miami Marlins na disputa pela conquista na NLCS de 2003.
De acordo com um dos relatos no Chicago Sun de 7 de outubro de 1945, a entrada do bode foi rejeitada no portão e Sianis deixou o bode amarrado à uma estaca no estacionamento e foi para dentro do estádio sozinho. Há menção de uma ação judicial naquele dia mas nenhuma menção a maldição.
Alguns acreditam que a maldição na verdade remonta a 1908, a última vez em que o Cubs venceu a World Series, devido a controversa maneira em que o Chicago Cubs de 1908 avançaram para a World Series, o que deixou os deuses do beisebol indignados. Entre o triunfo de 1908, que foi o segundo campeonato do Cubs (que também venceu a World Series de 1907; a primeira conquista em sequência de uma franquia em três aparições consecutivas da World Series), e 1945, o primeiro ano da suposta maldição de Billy Goat, o Cubs venceu a flâmula da National League seis vezes mas falhou na conquista da World Series de 1910 e 1918 (vencida pelo Boston Red Sox, a equipe que se tornaria vítima da suposta Maldição do Bambino e não venceria outra World Series por 86 anos), em 1929, 1932 (conhecida pela "jogada cantada" de Babe Ruth no Wrigley Field), 1935 (uma revanche da série de 1908 contra o Detroit Tigers, com o Tigers vencendo desta vez, sua primeira World Series em cinco aparições desde o início dos anos 1900) e em  1938.

## Supostos incidentes da maldição

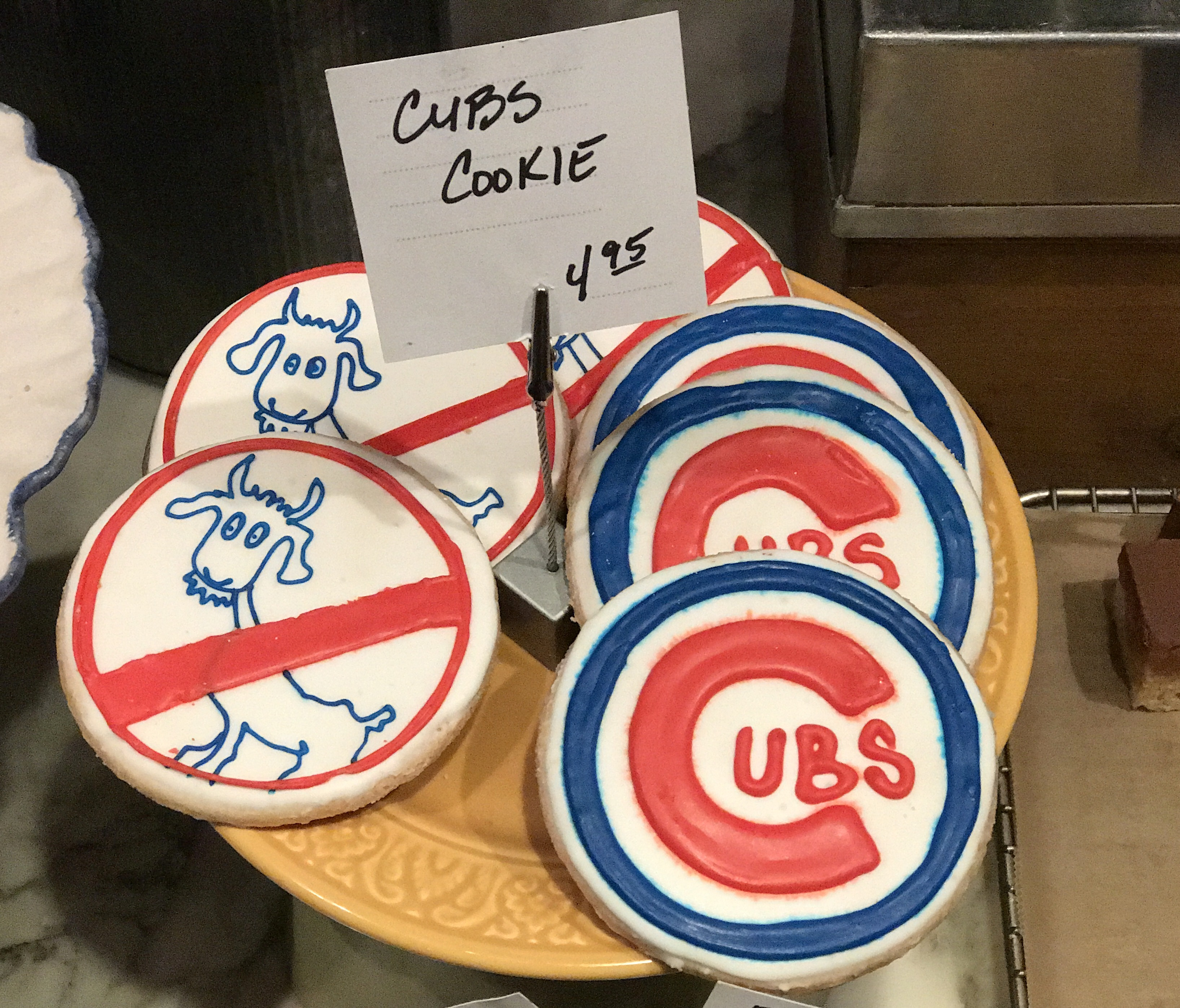
Biscoitos à venda em Chicago durante a temporada de 2016

Em 9 de setembro de 1969, no Shea Stadium, o Cubs jogava contra o New York Mets em um jogo crítico pela conquista da flâmula. Um gato preto perdido andou entre o capitão do Cubs, Ron Santo, que estava no deck, aguardando sua vez ao bastão e o banco de reservas do Cubs. O Mets pularia na frente do Cubs naquela série e finalmente ganharia a World Series de 1969.
Em 1984, a aparição do Cubs na pós-temporada foi frustrada pelo San Diego Padres. O Cubs foi o vitorioso nos dois primeiros jogos da série melhor  de cinco. Entretanto, no jogo cinco, o primeira base, Leon Durham deixou uma bola rasteira passar por sua suposta luva molhada e entre as pernas na parte baixa da sétima entrada. O Padres marcou quaro corridas e venceu o jogo e a série.
Bill Buckner jogou pelo Chicago Cubs por sete temporadas antes de ser negociado com o Boston Red Sox na metade da temporada de 1984. O Red Sox era na época considerado também uma franquia sob maldição e não ganhava a World Series desde 1918 - quando, ironicamente, foi batido pelo Cubs. Buckner e o Red Sox avançaram para a World Series de 1986 contra o New York Mets e tinham a vantagem de 3-2 na série. Em 25 de outubro de 1986, em um dos mais famosos  erros no beisebol de todos os tempos, Buckner deixou a bola passar entre suas pernas na primeira base, permitindo que o Mets anotasse a corrida vencedora na 10ª entrada do Jogo 6. Posteriormente, análise de uma fotografia de Buckner saindo de campo após seu erro mostrava que ele estava usando uma luva de rebatedor do Cubs debaixo de sua luva no momento de seu erro.
Em 14 de outubro de 2003, no jogo 6 na final da  Liga Nacional de 2003, o Chicago liderava a série melhor de 7 por 3 jogos a 2. Na oitava  entrada quando o placar estava 3-0 para os Cubs diversos espectadores tentaram segurar a bola rebatida por Luis Castillo. Um dos fãs, Steve Bartman, tocou na bola, impedindo uma possível pegada do outfielder dos Cubs, Moisés Alou. Se Alou tivesse pego a bola, teria eliminado o segundo jogador dos Marlins na entrada e os Cubs estariam apenas a 4 eliminações de ganhar a Liga Nacional desde 1945. Ao invés, os Cubs sofreram 8 corridas nesta entrada e acabaram perdendo o jogo por 8-3. Quando foram eliminados no dia seguinte  no sétimo jogo, o "Caso Steve Bartman" foi visto como o desencadeador da derrota.
O bode de Sianis se chamava Murphy. Na NLCS de 2015, isto foi lembrado pelos fãs do New York Mets, que fizeram piada usando o nome do jogador Daniel Murphy, segunda base do Mets, dizendo que ele "não era o primeiro GOAT (Greatest of All Time) (em português:  bode), (em referência as atuações heroicas de Murphy na pós-temporada) que tirava o Cubs da World Series."

## Tentativas de quebrar a maldição
Antes de sua morte em 22 de outubro de 1970, Billy Sianis, ele próprio, tentou quebrar a maldição. Sam Sianis, seu sobrinho, foi ao Wrigley Field com um bode diversas vezes na tentativa de encerrar a maldição, incluindo no Dia de Abertura da temporada em 1984 e novamente em 1989, ambos anos nos quais o Cubs venceu sua divisão. em 1994 Sam Sianis compareceu novamente ao estádio com um bode, na tentativa de parar a sequência de derrotas em casa e em 1998 no jogo de Wild Card, em que o Cubs acabou vencendo.
Em 2003 (o ano do bode (ou cabra) no horóscopo chinês), um grupo de fãs do Cubs foram a Houston com um bode chamado "Virgil Homer" e tentaram entrar no Minute Maid Park, casa do Houston Astros, rivais de divisão do Cubs na época. Após ter sido negada sua entrada, o grupo abriu um pergaminho, leram um verso e proclamaram que estavam "revertendo a maldiçlão." O Cubs venceu a divisão central da National League naquele ano e estava a cinco eliminações de ir para a World Series, mas foi desfeita pelas oito corridas do Florida Marlins imediatamente após o incidente do Caso Steve Bartman. O Cubs perdeu o jogo seguinte e a série. O Marlins venceria a World Series de 2003 contra o New York Yankees. Além disso, para salgar a ferida, o Astros iria para sua primeira World Series em 2005, dois anos mais tarde e o rival, o Chicago White Sox venceu a série.
Em 26 de Fevereiro de 2004, a bola foi detonada em público pelo expert em efeitos especiais Michael Lantieri.
Em outra bizarra tentativa, foi noticiado que uma um bode esfacelado foi pendurado na estátua de Harry Caray em 3 de outubro de 2007; o Chicago Sun-Times escreveu: "Se o brincalhão pretendia reverter a suposta maldição do bode, não parece ter funcionado." Enquanto o Cubs venceu os títulos de divisão da National League em 2007 e 2008, foi varrido na primeira rodada da pós-temporada em ambos os anos: pelo Arizona Diamondbacks em 2007 na NLDS e pelo Los Angeles Dodgers em 2008 na NLDS. A eliminação pelo Arizona veio em 6 de outubro, a mesma data em que o bode apareceu no Wrigley Field em 1945.
Em 2008, um sacerdote da Igreja Ortodoxa Grega procurou acabar com a maldição durante os playoffs de 2008 jogando água benta no banco de reservas do Cubs, sem nenhum resultado.
Repetindo o ato de 2007, antes do primeiro jogo da temporada de 2009, uma cabeça de bode foi pendurada na estátua de Caray. O ato se mostrou inútil pois o Cubs foi eliminado das disputas da pós-temporada em 26 de setembro de 2009.
Em 1º de abril de 2011, uma iniciativa social chamada Reverse The Curse, dedicada a erradicar a pobreza, doou bodes à famílias. Os bodes proviam as famílias com leite e queijo, uma renda alternativa para ajudá-las a sair do estado de pobreza. A iniciativa Reverse The Curse se expandiu tentando reverter "maldições" que afligem as crianças do mundo em educação e obesidade.
Em 25 de fevereiro de 2012, um grupo de cinco fãs do Chicago Cubs que se autodenominavam Crack the Curse foram a pé de Mesa, Arizona (local do treinamento de primavera do Cubs) até o Wrigley Field. Consigo trouxeram um bode chamado Wrigley que eles acreditavam quebraria a Maldição de Billy Goat em sua chegada ao Wrigley Field. Além disso, tentaram levantar $100.000 para o Fred Hutchinson Cancer Research Center.
Em 10 de abril de, 2013, uma cabeça de bode foi entregue ao Cubs no possível esforço de liberar a equipe da maldição. Foi endereçada ao proprietário do clube, Thomas S. Ricketts.
Em 22 de setembro de 2015, Patrick Bertoletti, Tim Brown, Takeru Kobayashi, Kevin Strahle e Bob Shoudt comeram um bode de 18 quilos em 13 minutos e 22 segundos no restaurante Taco in a Bag em Chicago.
Em 7 de outubro de 2016, os proprietários do The Chicago Diner, um restaurante vegetariano perto do Wrigley Field, fizeram parceria com a Farm Sanctuary tentando reverter a maldição exibindo cartazes em suas janelas. Os cartazes mostravam uma cabra chamada Peanut que exorta os habitantes de Chicago a "reverter a maldição" parando de comer carne.

## Ex-jogadores do Cubs que venceram a World Series por outras equipes
Outro fator que tem papel importante na maldição é o número de jogadores (42 deles listados abaixo) que venceram a World Series após terem deixado o  Cubs. Estes jogadores incluem: Andy Pafko (que, coincidentemente, jogou na World Series de 1945 como membro do Cubs), Gene Baker, Smoky Burgess, Don Hoak, Dale Long, Lou Brock (cujo primeiro título foi em 1964, após uma negociação no meio da temporada com o St. Louis Cardinals), Lou Johnson, Jim Brewer, Moe Drabowsky, Don Cardwell, Ken Holtzman, Paul Noce, Billy North, Fred Norman, Bill Madlock, Manny Trillo, Greg Gross, Rick Monday, Burt Hooton, Bruce Sutter, Willie Hernández, Milt Wilcox, Joe Niekro, Dennis Eckersley, Joe Carter, Greg Maddux, Joe Girardi (como jogador e técnico), José Vizcaíno, Glenallen Hill, Luis Gonzalez, Mike Morgan, Mark Grace, Mark Bellhorn, Bill Mueller, Scott Eyre (cujo título veio em  2008, após ser negociado pelo Cubs durante a temporada), Tom Gordon, Matt Stairs, Jamie Moyer, Mark DeRosa, Mike Fontenot, Ryan Theriot, Ángel Pagán, e em 2013, Ryan Dempster. Dontrelle Willis e Jon Garland foram negociados como jogadores de ligas menores). Tim Lincecum, que foi três vezes campeão da World Series, foi originalmente escolhido no draft pelo Cubs mas nunca assinou contrato com o time.

## A temporada de 2016 do Cubs

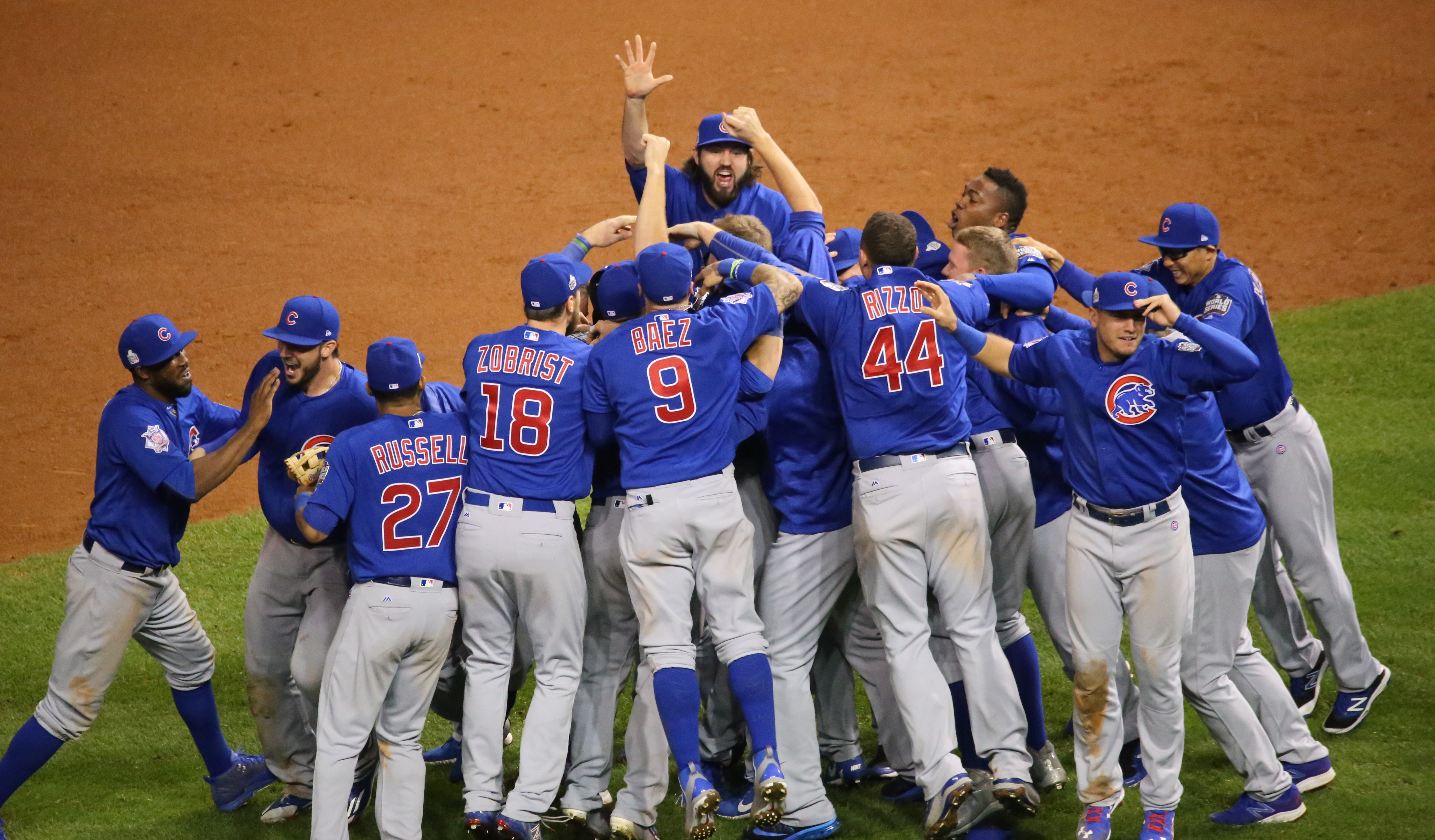
Celebração dos Cubs após vencer a World Series 2016

O Cubs encerrou a temporada de 2016 com um cartel de 103 vitórias e 58 derrotas. Foi a primeira temporada com mais de 100 vitórias desde 1935 quando o Cubs venceu 100 partidas e perdeu 54, a melhor temporada desde 1910 (104-50), e a sexta temporada com mais de 100 vitórias, sendo as outras 1906 (116-36), 1907 (107-45), e 1909 (104-50).
O Cubs venceu sua primeira flâmula da National League Championship Series (NLCS) em 71 anos, com um shutout por 5–0 contra o Los Angeles Dodgers no Wrigley Field em 22 de outubro de 2016, o 46º aniversário da morte de Billy Sianis.
O Cubs bateu o Cleveland Indians na World Series de 2016 em sete jogos após estar atrás em 3-1. Venceram o Jogo 7 pelo placar de 8–7 em 10 entradas.

## Na cultura popular
- Jim Butcher: no conto "Curses" incluído na coleção de contos de 2011 Naked City: Tales of Urban Fantasy de Ellen Datlow, o  detetive Harry Dresden descobre que o bode no Wrigley Field era na verdade a figura mitológica galesa Gwyn ap Nudd disfarçada de bode e o Rei de Tylwyth Teg, fanático por beisebol, lança uma maldição quando não lhe é permitido assistir a um jogo.